# Ludovic Zerti
Pour les articles homonymes, voir Zerti.
Ludovic Zerti, né le 29 juillet 1968 à Beaucaire, est un raseteur français, vainqueur de la Cocarde d'or.

## Biographie
Son père Alain et son frère Rudolph furent raseteurs avant lui. Son père, blessé 9 fois durant sa carrière, devint ensuite son tourneur. Rudolph abandonna également la tenue blanche après avoir été blessé plusieurs fois, pour devenir animateur de soirées dans un hôtel.
Il débute en 1985 dans des courses dans les arènes de Beaucaire et de Saint-Gilles.

### Palmarès
- Cocarde d'or (Arles) : 1996
- Corne d'or (Eyragues) : 1994